# Investeringskvot
Investeringskvoten anger hur stor del av Bruttonationalprodukten som används för att genomföra investeringar. Investeringskvoten beräknas genom att ta ett lands samlade investeringar omfattande bland annat infrastruktur, maskiner och bostäder dividerat med landets BNP. Investeringskvoten har betydelse för tillväxt då investeringar i realkapital är en riktigt viktig produktionsfaktor.